# Grand Prix Nizozemska 1971
Grand Prix Nizozemska 1971 (oficiálně XIX Grote Prijs van Nederland) se jela na okruhu Circuit Zandvoort v Zandvoortu v Nizozemsku dne 20. června 1971. Závod byl čtvrtým v pořadí v sezóně 1971 šampionátu Formule 1.

## Kvalifikace
| Poř. | No. | Jezdec               | Konstruktér           | Čas     | Ztráta |
| ---- | --- | -------------------- | --------------------- | ------- | ------ |
| 1    | 2   | Jacky Ickx           | Ferrari               | 1:17.42 | —      |
| 2    | 8   | Pedro Rodriguez      | BRM                   | 1:17.46 | +0.04  |
| 3    | 5   | Jackie Stewart       | Tyrrell-Ford          | 1:17.64 | +0.22  |
| 4    | 3   | Clay Regazzoni       | Ferrari               | 1:17.98 | +0.54  |
| 5    | 20  | Chris Amon           | Matra                 | 1:18.46 | +1.04  |
| 6    | 14  | Reine Wisell         | Lotus-Ford            | 1:18.70 | +1.28  |
| 7    | 23  | John Surtees         | Surtees-Ford          | 1:18.71 | +1.29  |
| 8    | 9   | Jo Siffert           | BRM                   | 1:18.91 | +1.49  |
| 9    | 10  | Howden Ganley        | BRM                   | 1:19.09 | +1.67  |
| 10   | 29  | Rolf Stommelen       | Surtees-Ford          | 1:19.11 | +1.69  |
| 11   | 21  | Jean-Pierre Beltoise | Matra                 | 1:19.16 | +1.74  |
| 12   | 6   | François Cevert      | Tyrrell-Ford          | 1:19.54 | +2.12  |
| 13   | 16  | Ronnie Peterson      | March-Ford            | 1:19.73 | +2.31  |
| 14   | 26  | Denny Hulme          | McLaren-Ford          | 1:19.74 | +2.32  |
| 15   | 31  | Henri Pescarolo      | March-Ford            | 1:20.01 | +2.59  |
| 16   | 24  | Graham Hill          | Brabham-Ford          | 1:20.07 | +2.65  |
| 17   | 19  | Alex Soler-Roig      | March-Ford            | 1:20.26 | +2.84  |
| 18   | 4   | Mario Andretti       | Ferrari               | 1:20.32 | +2.90  |
| 19   | 25  | Tim Schenken         | Brabham-Ford          | 1:20.35 | +2.93  |
| 20   | 18  | Nanni Galli          | March-Alfa Romeo      | 1:20.61 | +3.19  |
| 21   | 30  | Gijs Van Lennep      | Surtees-Ford          | 1:20.79 | +3.37  |
| 22   | 15  | Dave Walker          | Lotus-Pratt & Whitney | 1:21.83 | +4.41  |
| 23   | 28  | Peter Gethin         | McLaren-Ford          | 1:22.07 | +4.65  |
| 24   | 22  | Skip Barber          | March-Ford            | 1:22.19 | +4.77  |

## Závod
| Poř.   | No. | Jezdec               | Konstruktér           | Počet kol | Čas/Odstoupení    | Pořadí na startu | Body |
| ------ | --- | -------------------- | --------------------- | --------- | ----------------- | ---------------- | ---- |
| 1      | 2   | Jacky Ickx           | Ferrari               | 70        | 1:56:20.0         | 1                | 9    |
| 2      | 8   | Pedro Rodriguez      | BRM                   | 70        | +7.99             | 2                | 6    |
| 3      | 3   | Clay Regazzoni       | Ferrari               | 69        | + 1 kolo          | 4                | 4    |
| 4      | 16  | Ronnie Peterson      | March-Ford            | 68        | + 2 kola          | 13               | 3    |
| 5      | 23  | John Surtees         | Surtees-Ford          | 68        | + 2 kola          | 7                | 2    |
| 6      | 9   | Jo Siffert           | BRM                   | 68        | + 2 kola          | 8                | 1    |
| 7      | 10  | Howden Ganley        | BRM                   | 66        | + 4 kola          | 9                |      |
| 8      | 30  | Gijs Van Lennep      | Surtees-Ford          | 65        | + 5 kol           | 21               |      |
| 9      | 21  | Jean-Pierre Beltoise | Matra                 | 65        | + 5 kol           | 11               |      |
| 10     | 24  | Graham Hill          | Brabham-Ford          | 65        | + 5 kol           | 16               |      |
| 11     | 5   | Jackie Stewart       | Tyrrell-Ford          | 65        | + 5 kol           | 3                |      |
| 12     | 26  | Denny Hulme          | McLaren-Ford          | 63        | + 7 kol           | 14               |      |
| NC     | 31  | Henri Pescarolo      | March-Ford            | 62        | Neklasifikován    | 15               |      |
| NC     | 22  | Skip Barber          | March-Ford            | 60        | Neklasifikován    | 24               |      |
| NC     | 28  | Peter Gethin         | McLaren-Ford          | 60        | Neklasifikován    | 23               |      |
| Ret    | 19  | Alex Soler-Roig      | March-Ford            | 57        | Motor             | 17               |      |
| Ret    | 25  | Tim Schenken         | Brabham-Ford          | 39        | Zavěšení          | 19               |      |
| Ret    | 6   | François Cevert      | Tyrrell-Ford          | 29        | Nehoda            | 12               |      |
| DSQ    | 29  | Rolf Stommelen       | Surtees-Ford          | 19        | Diskvalifikován   | 18               |      |
| DSQ    | 14  | Reine Wisell         | Lotus-Ford            | 17        | Diskvalifikován   | 4                |      |
| Ret    | 18  | Nanni Galli          | March-Alfa Romeo      | 7         | Nehoda            | 20               |      |
| Ret    | 4   | Mario Andretti       | Ferrari               | 5         | Palivové čerpadlo | 16               |      |
| Ret    | 15  | Dave Walker          | Lotus-Pratt & Whitney | 5         | Nehoda            | 22               |      |
| Ret    | 20  | Chris Amon           | Matra                 | 2         | Smyk              | 5                |      |
| DNS    | 12  | Dave Charlton        | Lotus-Ford            | —         | Nehoda v tréninku | —                |      |
| Zdroj: |     |                      |                       |           |                   |                  |      |

## Průběžné pořadí po závodě
Pohár jezdců
|        | Pořadí | Jezdec          | Body |
| ------ | ------ | --------------- | ---- |
|        | 1      | Jackie Stewart  | 24   |
|        | 2      | Jacky Ickx      | 19   |
|        | 3      | Mario Andretti  | 9    |
| 4      | 4      | Pedro Rodríguez | 9    |
| 1      | 5      | Ronnie Peterson | 9    |
| Zdroj: |        |                 |      |

Pohár konstruktérů
|        | Pořadí | Konstruktér  | Body |
| ------ | ------ | ------------ | ---- |
| 1      | 1      | Ferrari      | 28   |
| 1      | 2      | Tyrrell-Ford | 24   |
| 4      | 3      | BRM          | 9    |
| 1      | 4      | March-Ford   | 9    |
| 1      | 5      | Matra        | 6    |
| Zdroj: |        |              |      |